# Terry Erwin
Pour les articles homonymes, voir Erwin.
Terry Lee Erwin, né le 1er décembre 1940 à Saint Helena (Californie) et mort le 11 mai 2020 est un entomologiste américain, travaillant au Smithsonian Institution.
Il est principalement connu pour avoir réalisé une série d'expériences dans la forêt tropicale sud-américaine qui a poussé les biologistes à réévaluer à la hausse le nombre d'espèces présentes sur la Terre.

## Biographie
De 1973 à 1975 il est secrétaire de la Society of Systematic Biologists.
Au début des années 1980 au Panama, au Brésil et au Pérou, il pulvérise sur un arbre un gaz insecticide à action rapide. Au sol, des bâches reçoivent les insectes qui tombent, tués par le gaz. Cette technique permet ainsi de collecter tous les insectes, sans les abîmer lors du prélèvement. Durant plusieurs années, il répète l'expérience, toujours sur le même type d'arbre (Luehea seemannii). La canopée révèle alors sa grande biodiversité, 80 % des espèces collectées n'ont jamais été recensées.
Au vu de ces résultats, il estime alors en 1982 le nombre d'espèces d'arthropodes sur Terre à 30 millions, bien plus que le nombre total d'espèces animales que l'on estimait présentes sur la planète. Bien que ce chiffre soit réévalué à la baisse (on l'estime aujourd'hui compris entre huit et dix millions), les biologistes s'accordent tous pour dire que le nombre d'espèces répertoriées n'est que peu de choses par rapport à celui existant.
Ces travaux ont été largement commentés par Edward Wilson dans son livre Biodiversity.

## Publications
- (en) Terry L. Erwin, « Tropical Forests : Their Richness in Coleoptera and Other Arthropod Species », The Coleopterists Bulletin, The Coleopterists Society, vol. 36, no 1,‎ mars 1982, p. 74-75 (ISSN 0010-065X, JSTOR 4007977, résumé)